# Brígida da Suécia
Brígida Ingeborg Alice (Palácio de Haga, Solna, 19 de janeiro de 1937 — Maiorca, 4 de dezembro de 2024) foi uma princesa sueca, membro da Casa de Bernadotte, e princesa consorte da Casa de Hohenzollern-Sigmaringen pelo casamento. Segunda filha do príncipe Gustavo Adolfo e da princesa Sibila de Saxe-Coburgo-Gota, e irmã do rei Carlos XVI Gustavo. Casada com o príncipe João Jorge de Hohenzollern-Sigmaringen, foi mãe de três filhos e dividiu sua vida entre a Alemanha e a Espanha, residindo em Maiorca a partir da década de 1990. Ela permaneceu como princesa da Suécia durante toda sua vida, embora não estivesse na linha de sucessão ao trono após a reforma de 1980.

## Família
É a segunda filha do príncipe Gustavo Adolfo, Duque da Bótnia Ocidental e da sua esposa a princesa Sibila de Saxe-Coburgo-Gota, sendo neta do rei Gustavo VI Adolfo da Suécia. As suas irmãs são as princesas Margarida, Desidéria e Cristina.
Brígida foi a viúva (embora os dois já estivessem separados) do príncipe João Jorge de Hohenzollern, morto em 2 de março de 2016.
Entre as suas irmãs, só ela casou com um homem de estatuto real e, mantendo a tradição de as princesas que casam com príncipes ficarem com o seu título de antes do casamento, Brígida manteve o seu tratamento de Alteza Real. Uma princesa consorte de Hohenzollern passaria normalmente a ter o título de Alteza Sereníssima.

## Casamento
Numa visita a amigos e familiares à Alemanha, em 1959, a princesa conheceu o seu futuro marido num coquetel. A 15 de dezembro de 1960, foi anunciado o seu noivado com o príncipe João Jorge de Hohenzollern.
A cerimónia civil realizou-se no Palácio Real de Estocolmo a 25 de maio de 1961, enquanto a religiosa teve lugar na Igreja de Sankt Johann, situada no Palácio da família do noivo, em Sigmaringa, a 31 de julho do mesmo ano. As damas de honra foram as princesas Cristina da Suécia e Benedita da Dinamarca, irmã e prima da noiva, respetivamente; os padrinhos do noivo foram o então príncipe herdeiro da Suécia, Carlos Gustavo, e Miguel Bernadotte, Conde de Wisborg, irmão e primo da noiva, respetivamente.
Brígida converteu-se ao catolicismo aquando do seu casamento; consequentemente, ela e os seus filhos deixaram de ter lugar na linha de sucessão ao trono sueco, mesmo quando as novas regras constitucionais de sucessão entraram em vigor, em 1980.
O príncipe João Jorge e a princesa Brígida separaram-se em 1990, embora permanecessem oficialmente casados. Ela viveu na ilha de Maiorca, em Espanha, enquanto o seu marido, conhecido como "Hansi", viveu em Munique e foi especialista em arte, sendo também diretor de um museu e membro da direção da leiloeira Christie's, até morrer em 2 de março de 2016, fazendo com que Brígida ficasse legalmente viúva.

## Vida pública
A Princesa Birgitta esteve ligada ao golfe, participou em diversas campanhas de caridade (não na Suécia) e é membro honorário da Direção da Real Sociedade Sueca de Golfe (cargo que assumiu após a morte do seu tio, Bertil, Duque da Halândia).
Tinha a sua própria competição de golfe em Maiorca, a Taça Princesa Brígida, que se realiza no campo de golfe da sua casa e participava nas celebrações anuais da Festa de Santa Luzia e na festa realizada no seu clube de golfe no Dia Nacional da Suécia. Marcava também presença em eventos da família real sueca; juntamente com o seu marido e filhos, foi convidada para o casamento da princesa herdeira, Vitória, com Daniel Westling, em 2010.

## Descendência
O casamento da Princesa Birgitta originou três filhos:
- Carlos Cristiano de Hohenzollern (nascido a 5 de abril de 1962, em Munique). Casou em 1999 com Nicole Helene Neschitsch (nascida a 22 de janeiro de 1968 também em Munique); têm um filho.
- Desidéria de Hohenzolern (nascida em Munique, a 27 de novembro de 1963). Casou, em primeiras núpcias, a 6 de outubro de 1990, com Heinrich Franz Josef Georg Maria, Conde Herdeiro de Ortenburg (nascido em Bamberg, em 1956); os dois tiveram três filhos e divorciaram-se em 2002. Em segundas núpcias, casou com Eckbert von Bohlen und Halbach (nascido em 1956), em 2004; o casal não tem descendência.
- Humberto de Hohenzollern (nascido em Munique, a 10 de junho de 1966). Casou em 2000 com Uta Maria König (nascida em Tréveris, a 25 de fevereiro de 1964); os dois têm descendência.

## Títulos e tratamentos
- 19 de janeiro de 1937 – 25 de maio de 1961: Sua Alteza Real, a Princesa Brígida da Suécia.
- 25 de maio de 1961 – 4 de dezembro de 2024: Sua Alteza Real, a Princesa Brígida da Suécia, Princesa de Hohenzollern.